# 2470 Agematsu
2470 Agematsu eller 1976 UW15 är en asteroid i huvudbältet som upptäcktes den 22 oktober 1976 av de båda japanska astronomerna Hiroki Kōsai och Kiichirō Furukawa vid Kiso-observatoriet i Japan. Den har fått sitt namn efter staden Agematsu i Nagano prefektur, Japan.
Asteroiden har en diameter på ungefär 11 kilometer och den tillhör asteroidgruppen Koronis.